# Гюнтхардт, Хайнц
Хайнц Гюнтхардт (нем. Heinz Günthardt; р. 8 февраля 1959, Цюрих) — швейцарский профессиональный теннисист и теннисный тренер.
- Четырёхкратный победитель турниров Большого шлема в мужском парном и смешанном парном разряде
- Трёхкратный победитель Итогового турнира WCT в парном разряде
- В общей сложности победитель 37 профессиональных турниров в одиночном, мужском парном и смешанном парном разрядах
- Тренер Штеффи Граф, Дженнифер Каприати и Аны Иванович

## Игровая карьера
Хайнц Гюнтхардт дебютировал в составе сборной Швейцарии в Кубке Дэвиса в октябре 1975 года, став в возрасте 16 лет и 244 дней самым молодым игроком в её истории. На следующий год 17-летний швейцарец стал победителем Открытого чемпионата Франции и Уимблдонского турнира в одиночном разряде среди юношей. В феврале 1978 года, вскоре после своего 19-летия, он стал первым в истории профессионального тура Гран-при игроком, выигравшим турнир этой серии после попадания в основную сетку в качестве «счастливого неудачника» (англ. lucky looser). По пути к победе он переиграл таких соперников, как Брайан Тичер, Ян Кодеш и Гарольд Соломон. В этом же году он дошёл в парном разряде до своих первых финалов сначала на Открытом чемпионате Канады, а затем в чемпионате США среди профессионалов. На следующий год он уже завоевал три титула в парном разряде — последовательно на Открытых чемпионатах ЮАР, Швеции и Австрии с тремя разными партнёрами. Ещё четыре парных финала он проиграл.
За 1980 год Гюнтхардт выиграл по три турнира в одиночном и парном разрядах (снова с тремя разными партнёрами, включая старшего брата Маркуса). При этом в парном разряде он ещё шесть раз проигрывал в финале, и тоже каждый раз с новым партнёром. В рамках турниров Большого шлема он трижды за сезон дошёл до четвертьфинала, также каждый раз с новым партнёром. С одним из многочисленных партнёров — американцем Сэнди Майером — он принял в начале следующего года участие в Итоговом турнире WCT, где собирались сильнейшие игроки мира по итогам минувшего сезона. Гюнтхардт и Майер выиграли все три своих встречи на групповом этапе, но в полуфинале проиграли австралийцам Питеру Макнамаре и Полу Макнами (Макнами вскоре после этого стал первой ракеткой мира в парном разряде).
В 1981 году выбор партнёров у Гюнтхардта сократился, и это незамедлительно сказалось на результатах: за сезон он выиграл восемь турниров (и девятый — Итоговый турнир WCT — в начале января следующего года), добившись этого всего с тремя партнёрами: братом Маркусом, Питером Макнамарой и венгром Балажем Тароци. С последним Гюнтхардт победил в шести турнирах, включая Итоговый турнир WCT, а до этого Открытый чемпионат Франции, а с Макнамарой вышел в финал Открытого чемпионата США, где они без игры отдали титул лидерам мирового сезона Джону Макинрою и Питеру Флемингу. За 1982 год Гюнтхардт семь раз выходил в финал различных турниров с Тароци, Макнамарой, Маркусом Гюнтхардтом и чехом Томашем Шмидом, но выиграл только два из них. На Открытом чемпионате Франции он дошёл с Тароци до полуфинала, а на Открытом чемпионате США, где его партнёром был бразилец Кассиу Мотта, вылетел уже в первом круге. Тем не менее в целом за сезон результаты оказались достаточно хороши, чтобы в январе 1983 года Гюнтхардт в третий раз подряд (и второй раз вместе с Тароци) принял участие в Итоговом турнире WCT и одержал в нём вторую подряд победу. Успешно для него сложился год и в Кубке Дэвиса, где он, одержав по три победы в трёх встречах с командами Марокко и Австрии, дошёл до финала Европейской зоны, где швейцарцы, однако, уступили ирландцам.
После второй победы в Итоговом турнире WCT Гюнтхардт выиграл за 1983 год ещё шесть турниров в парном и один в одиночном разряде. Четыре раза он побеждал в паре с Тароци и дважды — с чехом Павелом Сложилом. Ещё дважды Гюнтхардт и Тароци проигрывали в финале и в начале 1984 года в очередной раз попали в Итоговый турнир WCT, где, однако, не сумели повторить успех двух предыдущих лет и вылетели уже после группового этапа, на котором проиграли два матча из трёх. В Кубке Дэвиса, как и за год до этого, Гюнтхардт со сборной дошёл до финала европейской зоны, где взял оба очка в личных встречах с соперниками из сборной ФРГ, но проиграл парную встречу. Сборная Швейцарии в итоге уступила в матче с общим счётом 3-2.
Хотя в 1984 году Балаж Тароци оставался основным партнёром Гюнтхардта, им никак не удавалось выиграть очередной турнир. В итоге Гюнтхардт, четыре раза проигравший с Тароци в финалах, а также в полуфинале Открытого чемпионата США, свой единственный титул за год завоевал со старшим братом. Очередной финал с Тароци он проиграл в январе 1985 года, когда они в четвёртый раз подряд участвовали в Итоговом турнире WCT. Однако после этого им удалось переломить тенденцию, победив на престижном турнире в Калифорнии, пройдя в полуфинале Томаша Шмида — на тот момент первую ракетку мира в парах — и Павела Сложила. Затем Гюнтхардт победил в Милане, где его партнёром был швед Андерс Яррид — также будущая первая ракетка мира в парах, — а на Уимблдонском турнире преподнёс с Тароци сенсацию, завоевав первый во взрослой карьере титул на травяном корте. Ещё более успешно, чем в мужских парах, сложились его выступления в смешанном парном разряде: он победил на обоих турнирах Большого шлема, в которых участвовал — Открытом чемпионате Франции и Открытом чемпионате США — в паре с лучшей теннисисткой мира Мартиной Навратиловой. В начале следующего года Гюнтхадт и Тароци в третий раз выиграли Итоговый турнир WCT, но после этого более возрастной Тароци почти прекратил выступления. В его отсутствие Гюнтхардт дошёл до полуфинала на Открытом чемпионате Франции с Полом Макнами, до финала на Уимблдонском турнире в паре с Навратиловой, а в конце года победил на Открытом чемпионате Австрии с Томашем Шмидом.
Как выяснилось впоследствии, завоёванный со Шмидом в Кицбюэле титул стал в карьере Гюнтхардта последним. В дальнейшем он ещё трижды сумел дойти до финала в турнирах Гран-при — один раз с Диего Наргисо и дважды с возвращавшимся на корт в 1989 году Тароци. В 1986 году он помог сборной Швейцарии в очередной раз выйти в финал Европейской зоны Кубка Дэвиса, причём в полуфинале в паре с Якобом Хласеком нанёс поражение своему многолетнему партнёру Тароци, а в 1987 году выиграл для сборной парную игру в финале Европейской зоны против сборной СССР. Швейцарцы в итоге победили со счётом 3-2 и впервые с 1981 года попали в Мировую группу Кубка Дэвиса. Свой последний матч в Кубке Дэвиса Гюнтхардт провёл в феврале 1990 года, а завершил карьеру в июле того же года участием в Открытом чемпионате Швейцарии в Гштаде, где его партнёром был Марк Россе.

## Стиль игры
Игру Гюнтхардта отличали изящество и импровизация. По словам его бывшего тренера Боба Хьюитта, по репертуару ударов и ювелирной точности игры швейцарец не уступал Джону Макинрою.

## Участие в финалах турниров Большого шлема за карьеру (6)

### Мужской парный разряд (3)
| Результат | Год  | Турнир                     | Партнёр         | Соперники в финале          | Счёт в финале      |
| --------- | ---- | -------------------------- | --------------- | --------------------------- | ------------------ |
| Победа    | 1981 | Открытый чемпионат Франции | Балаж Тароци    | Терри Мур Элиот Телчер      | 6-2, 7-6, 6-3      |
| Поражение | 1981 | Открытый чемпионат США     | Питер Макнамара | Джон Макинрой Питер Флеминг | без игры           |
| Победа    | 1985 | Уимблдонский турнир        | Балаж Тароци    | Пэт Кэш Джон Фицджеральд    | 6-4, 6-3, 4-6, 6-3 |

### Смешанный парный разряд (3)
| Результат | Год  | Турнир                     | Партнёр             | Соперники в финале               | Счёт в финале |
| --------- | ---- | -------------------------- | ------------------- | -------------------------------- | ------------- |
| Победа    | 1985 | Открытый чемпионат Франции | Мартина Навратилова | Пола Смит Франсиско Гонсалес     | 2-6, 6-3, 6-2 |
| Победа    | 1985 | Открытый чемпионат США     | Мартина Навратилова | Элизабет Смайли Джон Фицджеральд | 6-3, 6-4      |
| Поражение | 1986 | Уимблдонский турнир        | Мартина Навратилова | Кэти Джордан Кен Флэк            | 3-6, 6-7      |

## Участие в финалах Итогового турнира WCT в парном разряде (4)
| Результат | Год  | Партнёр      | Соперники в финале              | Счёт в финале           |
| --------- | ---- | ------------ | ------------------------------- | ----------------------- |
| Победа    | 1982 | Балаж Тароци | Стив Дентон Кевин Каррен        | 6-7, 6-3, 7-5, 6-4      |
| Победа    | 1983 | Балаж Тароци | Брайан Готтфрид Рауль Рамирес   | 6-3, 7-5, 7-6           |
| Поражение | 1985 | Балаж Тароци | Роберт Сегусо Кен Флэк          | 3-6, 6-3, 3-6, 0-6      |
| Победа    | 1986 | Балаж Тароци | Пол Аннакон Кристо ван Ренсбург | 6-4, 1-6, 7-6, 6-7, 6-4 |

## Титулы за карьеру

### Одиночный разряд (5)
| №  | Дата        | Турнир                               | Покрытие | Соперник в финале | Счёт в финале |
| -- | ----------- | ------------------------------------ | -------- | ----------------- | ------------- |
| 1. | 12 фев 1978 | Спрингфилд, Массачусетс, США         | Ковёр    | Гарольд Соломон   | 6-3, 3-6, 6-2 |
| 2. | 10 мар 1980 | Роттердам, Нидерланды                | Ковёр    | Джин Майер        | 6-2, 6-4      |
| 3. | 8 апр 1980  | Открытый чемпионат ЮАР, Йоханнесбург | Хард     | Виктор Амайя      | 6-4, 6-4      |
| 4. | 7 июл 1980  | Открытый чемпионат Швейцарии, Гштад  | Грунт    | Ким Уорик         | 4-6, 6-4, 7-6 |
| 5. | 21 ноя 1983 | Тулуза, Франция                      | Хард (i) | Пабло Аррайя      | 6-0, 6-2      |

### Мужской парный разряд (30)
| №   | Дата        | Турнир                                    | Покрытие | Партнёр           | Соперники в финале               | Счёт в финале           |
| --- | ----------- | ----------------------------------------- | -------- | ----------------- | -------------------------------- | ----------------------- |
| 1.  | 16 апр 1979 | Открытый чемпионат ЮАР, Йоханнесбург      | Хард     | Колин Даудсвелл   | Реймонд Мур Илие Настасе         | 6-3, 7-6                |
| 2.  | 16 июл 1979 | Открытый чемпионат Швеции, Бостад         | Грунт    | Боб Хьюитт        | Джон Маркс Марк Эдмондсон        | 6-2, 6-2                |
| 3.  | 23 июл 1979 | Открытый чемпионат Австрии, Кицбюэль      | Грунт    | Желько Франулович | Антонио Дзугарелли Дик Крили     | 6-2, 6-4                |
| 4.  | 20 мая 1980 | Мюнхен, ФРГ                               | Грунт    | Боб Хьюитт        | Дэвид Картер Крис Льюис          | 7-6, 6-1                |
| 5.  | 14 июл 1980 | Открытый чемпионат Швеции (2)             | Грунт    | Маркус Гюнтхардт  | Питер Макнамара Джон Фивер       | 6-4, 6-4                |
| 6.  | 4 ноя 1980  | Стокгольм, Швеция                         | Ковёр    | Пол Макнами       | Боб Лутц Стэн Смит               | 6-7, 6-3, 6-2           |
| 7.  | 13 апр 1981 | Монте-Карло, Монако                       | Грунт    | Балаж Тароци      | Павел Сложил Томаш Шмид          | 6-3, 6-3                |
| 8.  | 25 мая 1981 | Открытый чемпионат Франции, Париж         | Грунт    | Балаж Тароци      | Терри Мур Элиот Телчер           | 6-2, 7-6, 6-3           |
| 9.  | 6 июл 1981  | Открытый чемпионат Швейцарии, Гштад       | Грунт    | Маркус Гюнтхардт  | Дэвид Картер Пол Кронк           | 6-4, 6-1                |
| 10. | 20 июл 1981 | Открытый чемпионат Нидерландов, Хилверсюм | Грунт    | Балаж Тароци      | Реймонд Мур Эндрю Паттисон       | 6-0, 6-2                |
| 11. | 28 июл 1981 | Норт-Конвей, Нью-Гэмпшир, США             | Грунт    | Питер Макнамара   | Павел Сложил Ферди Тайган        | 7-5, 6-4                |
| 12. | 14 сен 1981 | Сограсс, Флорида, США                     | Грунт    | Питер Макнамара   | Боб Лутц Стэн Смит               | 7-6, 3-6, 7-6, 5-7, 6-4 |
| 13. | 21 сен 1981 | Женева, Швейцария                         | Грунт    | Балаж Тароци      | Павел Сложил Томаш Шмид          | 6-4, 3-6, 6-2           |
| 14. | 19 окт 1981 | Открытый чемпионат Японии, Токио          | Грунт    | Балаж Тароци      | Роберт ван'т Хоф Ларри Стефанки  | 3-6, 6-2, 6-1           |
| 15. | 5 янв 1982  | Итоговый турнир WCT, Лондон               | Ковёр    | Балаж Тароци      | Стив Дентон Кевин Каррен         | 6-7, 6-3, 7-5, 6-4      |
| 16. | 22 мар 1982 | Милан, Италия                             | Ковёр    | Питер Макнамара   | Шервуд Стюарт Марк Эдмондсон     | 7-6, 7-6                |
| 17. | 17 мая 1982 | Открытый чемпионат Италии, Рим            | Грунт    | Балаж Тароци      | Войцех Фибак Джон Фицджеральд    | 6-4, 4-6, 6-3           |
| 18. | 3 янв 1983  | Итоговый турнир WCT (2)                   | Ковёр    | Балаж Тароци      | Брайан Готтфрид Рауль Рамирес    | 6-3, 7-5, 7-6           |
| 19. | 7 мар 1983  | Брюссель, Бельгия                         | Ковёр    | Балаж Тароци      | Матс Виландер Ханс Симонссон     | 6-2, 6-4                |
| 20. | 28 мар 1983 | Монте-Карло (2)                           | Грунт    | Балаж Тароци      | Анри Леконт Янник Ноа            | 6-2, 6-4                |
| 21. | 25 апр 1983 | Мадрид, Испания                           | Грунт    | Павел Сложил      | Маркус Гюнтхардт Золтан Кухарски | 6-3, 6-3                |
| 22. | 9 мая 1983  | Открытый Гран-при Германии, Гамбург       | Грунт    | Балаж Тароци      | Брайан Готтфрид Марк Эдмондсон   | 7-6, 4-6, 6-4           |
| 23. | 18 июл 1983 | Открытый чемпионат Нидерландов (2)        | Грунт    | Балаж Тароци      | Ян Кодеш Томаш Шмид              | 3-6, 6-2, 6-3           |
| 24. | 21 ноя 1983 | Тулуза, Франция                           | Хард (i) | Павел Сложил      | Бернард Миттон Бутч Уолтс        | 5-7, 7-5, 6-4           |
| 25. | 9 июл 1984  | Открытый чемпионат Швейцарии (2)          | Грунт    | Маркус Гюнтхардт  | Живалду Барбоза Жуан Суарис      | 6-4, 3-6, 7-6           |
| 26. | 18 фев 1985 | Ла-Квинта, Калифорния, США                | Хард     | Балаж Тароци      | Роберт Сегусо Кен Флэк           | 3-6, 7-6, 6-3           |
| 27. | 25 мар 1985 | Милан (2)                                 | Ковёр    | Андерс Яррид      | Бродерик Дайк Уолли Мазур        | 6-2, 6-1                |
| 28. | 24 июн 1985 | Уимблдонский турнир, Лондон               | Трава    | Балаж Тароци      | Пэт Кэш Джон Фицджеральд         | 6-4, 6-3, 4-6, 6-3      |
| 29. | 6 янв 1986  | Итоговый турнир WCT (3)                   | Ковёр    | Балаж Тароци      | Пол Аннакон Кристо ван Ренсбург  | 6-4, 1-6, 7-6, 6-7, 6-4 |
| 30. | 4 авг 1986  | Открытый чемпионат Австрии (2)            | Грунт    | Томаш Шмид        | Андрес Гомес Ганс Гильдемайстер  | 4-6, 6-3, 7-6           |

### Смешанный парный разряд (2)
| №  | Дата        | Турнир                     | Покрытие | Партнёр             | Соперники в финале               | Счёт в финале |
| -- | ----------- | -------------------------- | -------- | ------------------- | -------------------------------- | ------------- |
| 1. | 27 мая 1985 | Открытый чемпионат Франции | Грунт    | Мартина Навратилова | Пола Смит Франсиско Гонсалес     | 2-6, 6-3, 6-2 |
| 2. | 26 авг 1985 | Открытый чемпионат США     | Хард     | Мартина Навратилова | Элизабет Смайли Джон Фицджеральд | 6-3, 6-4      |

## Дальнейшая карьера
В 1992 году Хайнц Гюнтхардт стал личным тренером бывшей первой ракетки мира Штеффи Граф. В следующем году немецкая теннисистка вернулась на первую строчку в рейтинге, на которой оставалась с короткими перерывами больше трёх лет, выиграв за это время 12 турниров Большого шлема. Гюнтхардт оставался тренером Граф до самого конца её карьеры.
В дальнейшем Гюнтхардт некоторое время тренировал Дженнифер Каприати и Елену Докич, совмещая тренерскую деятельность с комментаторской работой на швейцарском телевидении и канале «Евроспорт», а в 2010 году стал тренером ещё одной бывшей первой ракетки мира Аны Иванович. За полгода работы с Гюнтхардтом Иванович, опустившаяся до этого в рейтинге до 58-го места, совершила скачок на 24-ю позицию и впервые за два года выиграла в Линце турнир WTA. Однако, поскольку сербскую теннисистку не устраивало, что Гюнтхардт уделяет ей не всё своё время и не может сопровождать её на турнирах, они расстались.
После разрыва с Иванович Гюнтхардт взялся тренировать ведущую германскую теннисистку Петкович, которую он назвал «неотшлифованным алмазом». Он начал работать с ней параллельно с её основным тренером Петаром Поповичем. Перед новой подопечной он поставил задачу войти в двадцатку сильнейших теннисисток мира к концу 2011 года, но эта цель была достигнута гораздо раньше. По словам самой Петкович, «Хайнца не обманешь. Он всё видит, как на экране радара».
В марте 2012 года Гюнтхардт занял должность тренера сборной Швейцарии в Кубке Федерации.